# Courmas British Cemetery
Courmas British Cemetery is een Britse militaire begraafplaats met gesneuvelden uit de Eerste Wereldoorlog, gelegen in het Franse dorp Courmas in het departement Marne. De begraafplaats ligt 850 m ten zuidwesten van het dorpscentrum midden in een veld en is bereikbaar langs een landweg van 450 m. De begraafplaats heeft een nagenoeg rechthoekig grondplan met een oppervlakte van 605 m² en is omgeven door een natuurstenen muur. Het Cross of Sacrifice staat direct aan de toegang. De begraafplaats wordt onderhouden door de Commonwealth War Graves Commission. Er worden 207 doden herdacht.

## Geschiedenis
De begraafplaats werd na de wapenstilstand aangelegd om de verspreide graven uit de naburige slagvelden een definitieve plaats te geven. Ook uit de Courmas Village Cemetery en Courmas Chateau British Cemetery die aangelegd waren door de 62nd (West Riding) Division, werden graven overgebracht. Deze waren van slachtoffers die sneuvelden op 20 juli 1918 tijdens de gevechten van de Tweede Slag bij de Marne.  
Er liggen 207 Britten begraven waaronder 77 niet geïdentificeerde. Voor 7 van hen werden Special Memorials opgericht omdat hun graven niet meer gelokaliseerd konden worden en men aanneemt dat ze zich onder de naamloze graven bevinden.

## Onderscheiden militairen
- W.G. Pretsell, onderluitenant bij de King's Own Yorkshire Light Infantry werd onderscheiden met het Military Cross (MC).
- compagnie sergeant-majoor Percy Valentine Fish, de sergeanten A. Robinson en Michael Hann en de korporaals W. Park en G. Wilkinson werden onderscheiden met de Military Medal (MM). Korporaal Edward Robson Bell ontving deze onderscheiding tweemaal (MM and Bar).